# Симфония № 00 (Брукнер)
Симфония № 00 (Ученическая) фа минор, WAB 99 — сочинение австрийского композитора Антона Брукнера, написанное в 1863 году. Под влиянием своего происхождения, работы и особенностей характера Брукнер обратился к сочинению крупных произведений и получению специального музыкального образования уже в зрелом возрасте. Только в 1855 году тридцатилетний музыкант приступил к получению музыкального образования на высокопрофессиональном уровне, начав занятия гармонией и контрапунктом у Симона Зехтера. Однако ещё некоторое время не решается приступить к серьёзной композиторской деятельности. В начале 1860-х годов он проходит обучение у дирижёра и виолончелиста Отто Кицлера. В 1863 году Брукнер решается создать своё первое по хронологии произведение в симфоническом жанре, в котором позже добился крупных успехов и прежде всего известен как композитор. Однако Брукнером и Кицлером она была сочтена малоудачной и не была включена композитором в нумерованный порядок своих сочинений. Впоследствии она стала известна как симфония № 00 (Ученическая) и стала включаться в тематический каталог музыки Брукнера (WAB) под № 99.

## История
Австрийский симфонист и органист Антон Брукнер является одним из немногих примеров позднего обращения крупного композитора к профессиональному занятию музыкой и получению высокопрофессионального специального образования. Долгое время он был известен как выдающийся органист и педагог, а интерес к его творчеству и известность пришли к нему только в середине 1880-х годов, после исполнения дирижёром Артуром Никишем Симфонии № 7.
Несмотря на то, что со стороны композитора признание получили только девять номерных симфоний, в общей сложности можно говорить не о 9 и не об 11, а о 18 симфониях, созданных им в зрелом возрасте. Как было установлено при публикации полного собрания сочинений композитора, редакции одиннадцати симфоний имеют столько различий, что каждая из них может быть признана самоценной и иметь самостоятельное художественное значение. Его хронологически созданная первая симфония, за которой впоследствии закрепилась нумерация № 00 и название «Ученическая», отражает удивительную судьбу и парадоксальность творческого становления «самого странного венского классика». Несмотря на то, что Брукнер со временем стал известен прежде всего как симфонист, но свою первую симфонию он написал в возрасте почти сорока лет, что является очень необычным в истории музыкальной литературы.
Брукнер родился в семье сельского учителя из верхне-австрийской деревни Ансфельден, который первым стал обучать будущего композитора основам музыки. С 10 лет он поёт в местном церковном хоре, и порой даже играет вместо отца на органе.

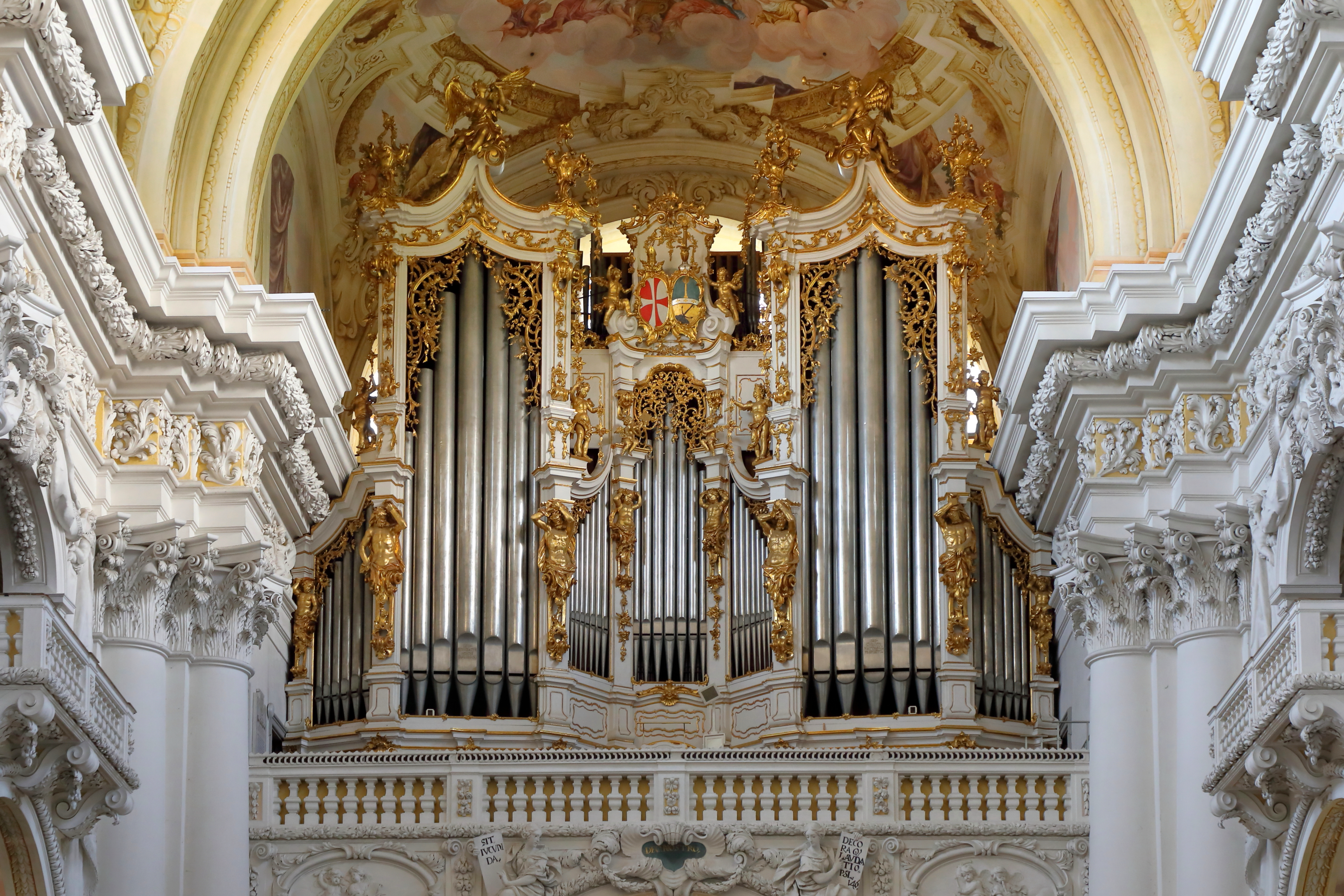
Орган в монастыре Санкт-Флориан, получивший впоследствии название в честь Брукнера

Занятия музыкой были продолжены под руководством родственника Иоганна Вейса, музыканта и органиста. У него он познакомился с техникой генерал-баса, композиции и продолжил обучение на органе. Смерть отца в 1837 году поставила многодетную семью в очень тяжёлое материальное положение, и вынудила Антона уже в 12 лет фактически стать её кормильцем. После этой утраты главы семьи, Антона зачисляют в хористы и одновременно в народную школу при католическом монастыре Санкт-Флориан — одного из старейших и крупнейших монастырей Австрии, расположенного в окрестностях Линца. Органистом при монастыре был Антон Каттингер, который учил Брукнера игре на клавире и органе. Кроме того, Брукнер учился игре на скрипке у Франца Грубера, ученика Игнаца Шуппанцига, близкого друга Бетховена. После окончания в 1840 году монастырской школы, в которой в обязательную программу подготовки учителя входило обучение игре на скрипке, клавире, органе, изучение техники генерал-баса, его направляют для продолжения образования в Линц — столицу Верхней Австрии, для прохождения десятимесячного курса «помощника учителя обычной школы». 1 октября 1840 года он успешно сдаёт вступительные экзамены, а 16 августа следующего года заканчивает курс, блестяще сдав выпускные экзамены. Музыкально-теоретические дисциплины здесь преподавал известный педагог Август Дюрнбергер, автор учебника по гармонии и генерал-басу. Считается, что как этот педагог, так и его книга существенно повлияли на формирование Брукнера как музыканта. В 1845—1855 годах Брукнер работал школьным учителем в Санкт-Флориане, с 1848 года становится органистом монастыря, играя на известном инструменте, который впоследствии стали называть в честь этого выдающегося музыканта. С 1855 года Брукнер назначается на должность соборного органиста Линца.
Только в 1855 году тридцатилетний музыкант приступил к получению музыкального образования на высокопрофессиональном уровне, начав занятия гармонией и контрапунктом у виднейшего австрийского музыкального педагога Симона Зехтера, известного музыкального теоретика, профессора и органиста. Занятия у Зехтера завершились для Брукнера в 1861 году экзаменом в Венской консерватории на соискание звания профессора гармонии и контрапункта, после которого, по преданию, один из экзаменаторов (Иоганн фон Гербек) воскликнул: «Это он должен был бы экзаменовать нас!». Однако затем Брукнер вновь обратился к учёбе, начиная с 1861 года посещает семинар линцского дирижёра и концертирующего виолончелиста Отто Кицлера, в ходе которого прошёл курс анализа форм и инструментовки. В этот период он с пристальным вниманием изучал музыкальные принципы Рихарда Вагнера. Влияние Кицлера, изучение вагнеровских партитур, а также глубокое впечатление от оперы «Тангейзер», помогли Брукнеру сформировать свой индивидуальный стиль. Ему было почти сорок лет, когда в сентябре 1862 года в одном из писем он писал: «К композициям приступить не могу, так как должен учиться. Позже, спустя несколько лет, буду вправе сочинять. А сейчас это пока только школьные работы».
В 1863 году Брукнер решается создать свою первую по хронологии симфонию, которая по оценке Кицлера «больше ученическая работа, которую он писал не особенно вдохновенно». Она сочинялась с 15 февраля по 15 мая 1863 года, но после окончания работы над ней композитор не счёл возможным включить её в нумерованный каталог своих сочинений. Впоследствии она стала известна как симфония № 00 (Ученическая — нем. Studiensymphonie) и стала включаться в тематический каталог музыки Брукнера (WAB) под № 99. В литературе отмечается, что несмотря на такое несколько пренебрежительное отношение к своему первому произведению крупной симфонической формы, видимо ему был важен сам факт её создания, так как обучение навыкам симфонизма являлось одной из главных задач уроков с Кицлером. Музыковед Анна Хомейни отмечает в первую очередь в этом произведении: «лёгкость (не свойственную обращению композитора со своими сочинениями), с которой он откладывает свою первую работу в этом жанре (в последующие годы он не вернётся к её редактированию, и это при том, что пересмотру подверглись некоторые сочинения, написанные раньше». Вскоре после окончания работы над симфонией Кицлер заявил, что ему больше нечему обучать своего «ученика», а композитор радостно заявил своим друзьям: «Теперь для меня наступило время сочинять музыку!»
После написания своей первой симфонии композитор работал над симфонией ре минор, которой в итоге тоже не присвоил порядковый номер. Позже она стала известна как симфония № 0 (Аннулированная, WAB 100). Американский исследователь Пол Хокшоу (англ. Paul Hawkshaw) установил, что она была закончена в 1869 году после создания Первой, но не была признана композитором в период работы над Третьей симфонией.
Первое исполнение симфонии фа минор состоялось 18 марта 1924 года в филармонии австрийского города Клостернойбург под управлением дирижёра Франца Мойсля. Рукопись симфонии находится в Кремсмюнстерском монастыре; впервые она была издана в 1973 году известным брукнероведом Леопольдом Новаком.

## Состав оркестра
- Деревянные духовые: две флейты, два гобоя, 2 кларнета (B), 2 фагота.
- Медные духовые: четыре валторны (F, B), две трубы (F), три тромбона.
- Ударные: литавры.
- Струнные: скрипки, альты, виолончели, контрабасы[11].

## Структура
Симфония состоит из четырёх частей, приблизительной длительностью звучания более 40 минут:
1. Allegro molto vivace (f-Moll)
2. Andante molto (As-Dur)
3. Scherzo: Schnell (c-Moll)
4. Finale: Allegro (f-Moll)

## Характеристика
Симфония имеет стандартное для Брукнера четырёхчастное строение. Первая часть (Allegro molto vivace) написана в форме сонатного аллегро и выдержана в быстром темпе; вторая (Andante molto) — медленная, протяжённая; третья (Scherzo: Schnell) — оживлённое скерцо, с пасторальным трио; четвёртая (Finale: Allegro) — быстрый финал. По мнению музыковедов, первая симфония Брукнера отмечена сочетанием элементов классического и романтического стилей, в ней прослеживается влияние Бетховена и Шумана, но с уже формирующимися индивидуальными чертами композитора. Биограф композитора Дерек Уотсон считал, что по сравнению с написанной в тот же период Увертюрой соль минор, симфония уступает ей тематически и является менее оригинальной, но в ней присутствуют некоторые проблески мелодичности, а Леопольд Новак отмечал, что в ней уже прослеживаются элементы индивидуального стиля композитора.